# Jacques Bonsergent (metropolitana di Parigi)
Jacques Bonsergent è una stazione della metropolitana di Parigi sulla linea 5, sita nel X arrondissement di Parigi.

## La stazione
La stazione venne aperta il 17 dicembre 1906 con il nome di Lancry che venne poi modificato nell'attuale il 10 febbraio 1946.
Il nome è in onore di Jacques Bonsergent, ingegnere della scuola Arts et Métiers, che fu la prima persona ad essere fucilata a Parigi nel corso della seconda guerra mondiale, 23 dicembre 1940 all'età di 28 anni.
Altre stazioni della Metropolitana di Parigi, oltre a Lancry, cambiarono nome dopo la fine della guerra, per onorare la memoria di persone morte per la difesa della patria (vedi Charles Michels, Guy Môquet e Marx Dormoy).

## Interconnessioni
- Bus RATP - 56, 65
- Noctilien - N01, N02